# Acura
Acura là một nhãn hiệu xe cao cấp của hãng sản xuất Honda, Nhật Bản . Được giới thiệu lần đầu tiên vào năm 1986 tại thị trường Bắc Mỹ và Hồng Kông, nhãn hiệu này chủ yếu sản xuất những xe hạng sang và xe thể thao. Năm 2004 nhãn hiệu xe này được giới thiệu và bán tại Mexico, năm 2006 tại Trung Quốc và Nga, và trong những năm tới hãng Honda dự tính sẽ đưa nhãn hiệu này vào thị trường Nhật Bản.
Với chiến lược tương tự như của hai hãng sản xuất đồng hương là Toyota và Nissan với những dòng sản phẩm xe hạng sang là Lexus và Infiniti, hãng Honda giới thiệu nhãn hiệu Acura để nhắm vào thị trường xe cao cấp. Với chiến lược này các công ty mẹ sẽ tận dụng những tài nguyên, công nghệ, và nhà máy đang có nhưng tạo ra một sản phẩm với tên gọi hoàn toàn mới. Qua đó tạo ấn tượng cho khách hàng rằng đây là một nhãn hiệu mới, không liên quan đến những sản phẩm khác có giá cả bình dân hơn của công ty mẹ. Vì lý do này nên các nhãn hiệu này thường được giới thiệu ở những thị trường mới và khác với những thị trường mà công ty mẹ đã tạo nên danh tiếng và thương hiệu của mình.
Sự ra đời của nhãn hiệu Acura gắn liền với chiến lược bán hàng của Honda, khi hãng này cho ra đời những cửa hàng chuyên bán xe hơi hạng sang. Honda Verno vào năm 1978, Honda Clio vào năm 1984 và Honda Primo năm 1985. Acura là hãng xe hạng sang của Nhật đầu tiên tại thị trường Mỹ, các nhãn hiệu như Lexus và Infiniti đều xuất hiện sau tại thị trường này. Vào những năm đầu mới ra đời, Acura là dòng xe hạng sang bán chạy nhất tại thị trường Mỹ và thống trị danh hiệu này cho đến tận những năm giữa thập kỷ 90.

### Các dòng xe hiện hành
- TSX (USA, Canda)

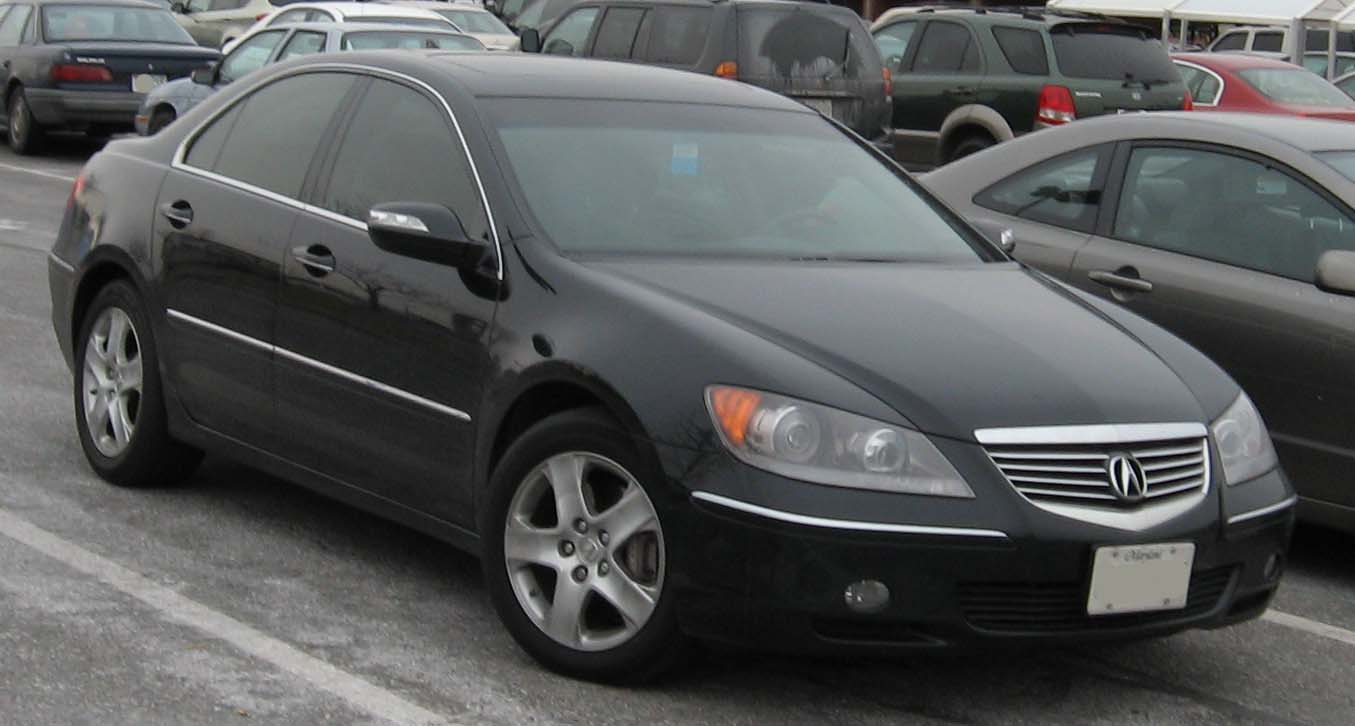
Acura RL

- TL (USA, Canda, Mexico, Trung Quốc)
- TL Type-S (USA, Canda)
- RL (USA, Canda, Mexico, Hồng Kông, Trung Quốc)
- RDX (USA, Canda, Mexico)
- MDX (USA, Canda, Mexico, Trung Quốc)
- CSX (nur in Canda)
- CSX Type-S (nur in Canda)
- ZDX

### Các dòng xe không còn được sản xuất
- Integra
- Vigor
- Legend
- CL

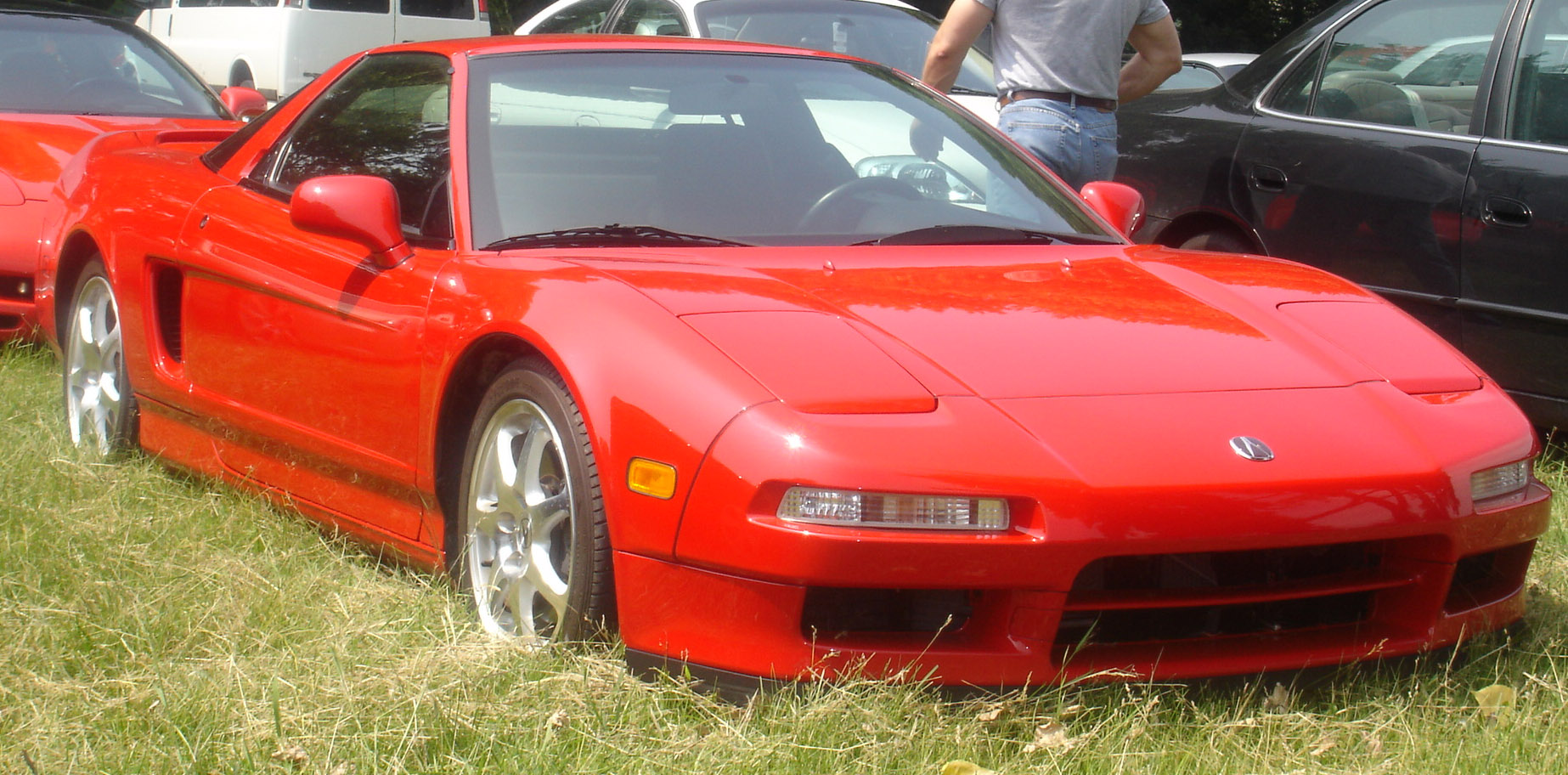
1997 Acura NSX

- NSX (dòng xe này vẫn được sản xuất nhân dịp kỉ niệm hoặc những sự kiện đặc biệt, tiêu biểu là chiếc 2017 Acura NSX, xe này được sản xuất nhân dịp kỉ niệm 50 năm Honda)
- RSX
- SLX
- EL